# Zelena golobica
Zelena golobica (znanstveno ime Russula aeruginea) je gliva iz rodu golobic (Russula).

## Značilnosti
Zelena golobica je srednje velika goba, različnih zelenih odtenkov, ki ima na jeziku precej pekoč okus. Klobuk ima pri odraslih gobah premer od 4-8 cm in je sprva vzbočen, star pa je zravnan z nekoliko udrtim osredjem. Kožica je gladka in svetleča in se na robu zlahka lupi.
Lističi so bele ali nekoliko rumenkaste barve in rahlo potekajo po betu navzdol. Na poškodovanih mestih porjavijo.
Bet gobe je trd, valjast in poln ter bele barve, enake barve je tudi meso, ki nima značilnega vonja, na jeziku pa pusti pekoč občutek.
Meso ima pekoč okus.
Kemične reakcije na mesu klobuka:
- železov sulfat: svetlo rožnata
- gvajak: modrozelena
- fenol: vinsko rjava[1]

## Razširjenost in življenjski prostor
Zelena golobica ima rada kisla tla, zaradi česar raste skoraj izključno v smrekovih gozdovih od poletja do pozne jeseni. Je dokaj pogosta goba v Sloveniji, kjer jo najdemo tudi v višje ležečih gozdovih.

## Mikroskopske značilnosti
Trosni odtis je smetanasto bele barve. Trosi so skoraj okrogli s številnimi podolgovatimi bradavicami. Merijo 6,6–8,8 x 5,4–6,6 μm.

## Podobne vrste
- zelenkasta golobica (Russula virescens) ima razpokano kožico klobuka in mil okus
- svetlozelena golobica (Russula pseudoaeruginea) raste pod listavci
- zelena mušnica (Amanita phalloides) ima obroček na betu in v dnišču ostanek volve.

## Uporabnost
Pogojno užitna, v večjih količinah lahko povzroči lažje zastrupitve prebavil (gastrointestinalni sindrom).

## Galerija slik
- ilustracija
- klobuk
- lističi in bet